# Fiḍālat al-Jiwān fī Ṭayyibāt al-Ṭaʿām wa-l-Alwān
Fiḍālat al-Jiwān fī Ṭayyibāt al-Ṭaʿām wa-l-Alwān (en árabe, فضالة الخوان في طيبات الطعام والألوان), cuya traducción literal en castellano es ‘La virtud de la mesa en la bondad de la comida y los colores’, o simplemente Fadálat al-Jiwán (‘La virtud de la mesa’), es un libro de cocina andalusí del siglo XIII, escrito por el erudito Ibn Razīn al-Tuŷībī ya una vez abandonó Murcia, su ciudad natal, y se estableció en Túnez, su época de mayor esplendor académico.
El libro desapareció en algún momento alrededor de 1600. Posteriormente se han recuperado tres ejemplares hasta la fecha que se encuentran uno en Madrid, otro en Londres y otro en Alemania. Fadálat al-Jiwán es el único libro que se conserva de Ibn Razīn al-Tuŷībī, y uno de los pocos libros de cocina que se han conservado hasta la actualidad que nos permiten reconstruir la gastronomía de al-Ándalus. Se compone de una introducción y de entre 428 y 475 recetas según el ejemplar, en las cuales se reflejan influencias árabes, cristianas y sefardíes. 
La primera traducción al castellano, aunque parcial, fue publicada en 1960 por el arabista Fernando de la Granja Santamaría como corpus de su tesis doctoral. Más modernamente, se ha traducido y reeditado la obra completa al francés (en 1997), castellano (2007), al inglés (2021) y al árabe moderno (2019). 

## Terminología
El nombre árabe Fiḍālat al-Jiwān se traduce inexactamente como ‘La virtud de la mesa’. Esta traducción es ambigua pero aproximada; el خِوَان jiwān era un mueble primitivo usado en el mundo árabe que hacía las veces de alacena, despensa y de mesa en la que servir la comida. Proviene del persa medieval, خوان xwān ‘bandeja’, ‘mesa’, o ‘mantel’. Tanto la reedición francesa de 1997 como la española en 2007 tradujeron jiuán como ‘mesa’.
Por otro lado, la primera vocal de fiḍālat (‘virtud’) es corta, por lo que también se puede encontrar escrito como faḍālat o fuḍālat. El significado puede variar ligeramente, pues estas dos últimas «a menudo se equiparan con ‘restos’ y ‘sobras’». En cambio, fiḍālat es más probable que designe un estado de «ser lo mejor», y fiḍāl se atribuye a la búsqueda de la excelencia. A este respecto, Nasrallah (2021) duda de que la intención del autor sea la de expresar «la abundancia de las sobras de la mesa» sino de sus virtudes o excelencias.

## Contenido
El Fiḍālat al-Jiwān se centra en cocina andalusí con un marcado sesgo murciano y con influencias «de la otra orilla» (el Magreb meriní), incluyendo recetas de origen almohade y algunas de Masr (Egipto). Los platos tenían influencias musulmanas, cristianas y judías. El libro está dirigido a la aristocracia musulmana, de la cual Ibn Razín formaba parte. Por eso, todas las recetas hacen un gran énfasis en la exquisitez de los ingredientes y en la decoración de los platos. 

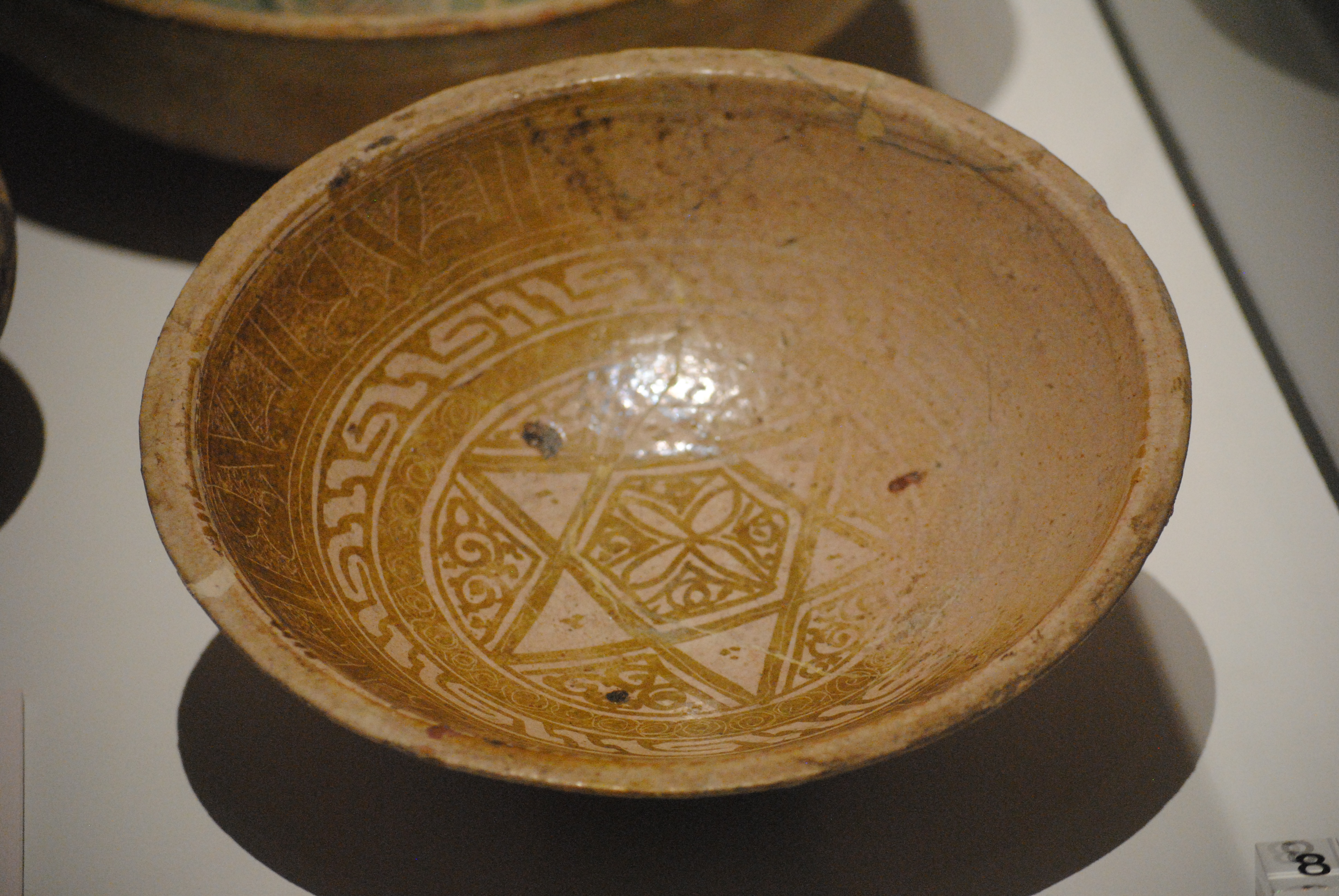
Cerámica de Murcia, siglo

Entre sus páginas se explica cómo aliñar las aceitunas, guisar fideos, preparar las almojábanas, amasar y hornear pan, etcétera. La mayoría de recetas son a base de sémola de trigo, lo que da una idea de la importancia del cuscús en al-Ándalus. En comparación con el Libro de cocina del anónimo andalusí, que es otro libro similar de la misma época, es mucho más ecléctico en la selección de las recetas, en las cuales tiene mucha presencia la sémola y las harinas de cereales (capítulo i sobre el pan, el zarid, etc.). 
Asimismo encontramos recetas de queso (capítulo VI) y un gran uso de las especias, que el autor considera como la base de la cocina. Describe las propiedades de algunas hierbas importantes, como la alcaravea, el azafrán o el jengibre. Ibn Razīn al-Tuŷībī usa el vinagre en muchas de sus recetas, y dedica un capítulo entero a la elaboración de los vinagres y del almorí.
La sección de postres y dulces (capítulo IX) es bastante similar a la del Anónimo andalusí, pues ambas consisten en turrones, mazapanes, qabit (una especie de malvavisco sin clara de huevo), y varios vinos: de uva, de miel, etc.
En cuanto al orden de los platos, ordena la comida de acuerdo con la capacidad digestiva del cuerpo humano: se comienza a llenar el fondo del estómago, que tiene la mejor capacidad digestiva con alimentos pesados (carnes, lácteos, pastas, panes), luego verduras, y finalmente se copa la parte superior del estómago con alimentos ligeros (pasteles, frutas y dulces).

### Índice
1. Introducción: explica el origen andalusí de la mayoría de recetas. También dice haber inventado muchos de esos platos y ofrece consejos al lector para una dieta equilibrada. Según el investigador culinario Sebastián Damunt (2011), «hay que tener en cuenta que algunos de esos consejos se ven desmentidos por el propio contenido de la obra, en la que, se emplean repetidamente recipientes de cobre, de uso prohibido en la introducción». Además, Damunt señala que la recomendación de usar recipientes de plata y oro para freír (idea infundida por la medicina de aquella época) choca con la ley coránica que prohíbe el lujo. Ibn Zuhr, que inspiró a Ibn Razín, afirma que los cazos de oro y plata serían los mejores recipientes si su precio lo permitiese y la ley islámica no lo hiciese imposible.
2. Ingredientes
  1. Plantas
  2. Animales
  3. Edulcorantes y grasas
  4. Vinagres y jugos vegetales
  5. Huevos y lácteos
3. Procesos de elaboración: explica ciertas técnicas culinarias específicas, como la preparación de los buñuelos, almojábanas y demás dulcería hecha con harina de trigo (bollería). Según Damunt, «es en este capítulo donde se encuentran muchas de las recetas más típicamente andalusíes de todo el recetario».[12]
4. Utensilios: es notable la importancia que le da Ibn Razín a los utensilios de cocina y a su higiene. Explica las propiedades de los diferentes materiales: cerámica con y sin esmalte, metal, plata, oro, estaño y finalmente plomo. Sobre el cobre recomienda evitarlo porque deteriora el sabor de los alimentos.[8] Con cierta frecuencia se indica que las ollas deben «sellarse», y el procedimiento más usual es unir la tapa y la olla con una cinta de masa, que impida la salida del vapor de cocción. Como alternativa se menciona el papel humedecido en una ocasión.

### Estilo literario
Ibn Razīn al-Tuŷībī, que escribió toda clase de literatura (también era poeta), introduce cierta poesía en el libro, por ejemplo, alternando verso y prosa al describir ciertos métodos de preparación.

## Gastronomía andalusí en elFiḍālat al-Jiwān
Según Nasrallah, el libro es para Ibn Razīn al-Tuŷībī un «ejercicio de nostalgia culinaria», cuyo objetivo era el de preservar la tradición culinaria andalusí antes de que se perdiese para siempre. Por ello es una de las fuentes más relevantes, sino la que más, para poder conocer la gastronomía de al-Ándalus. Por ejemplo, sobre el cereal para hacer pan, dice que «el banīj [el mijo común] es el favorito de todos los andalusíes».
En la misma introducción del libro, el autor deja claras sus intenciones de ofrecer un recetario basado en la tradición culinaria de al-Ándalus, en contraste con la norma culinaria de Oriente (véase gastronomía árabe). Con el éxodo de andalusíes, las recetas hispano-musulmanas se extendieron al resto del mundo árabe. Alguna de ellas es el mujabbanāt (en español, almojábanas), bolas de masa frita que en Oriente se sumergen en miel, pero que Ibn Razīn al-Tuŷībī apunta: «los que quieran hacer mujabbanāt como los andalusíes, debe ser sencillo, sin empaparlos con miel», tan solo espolvoreados con canela y acompañados de una salsera aparte con miel.

### Cuscús

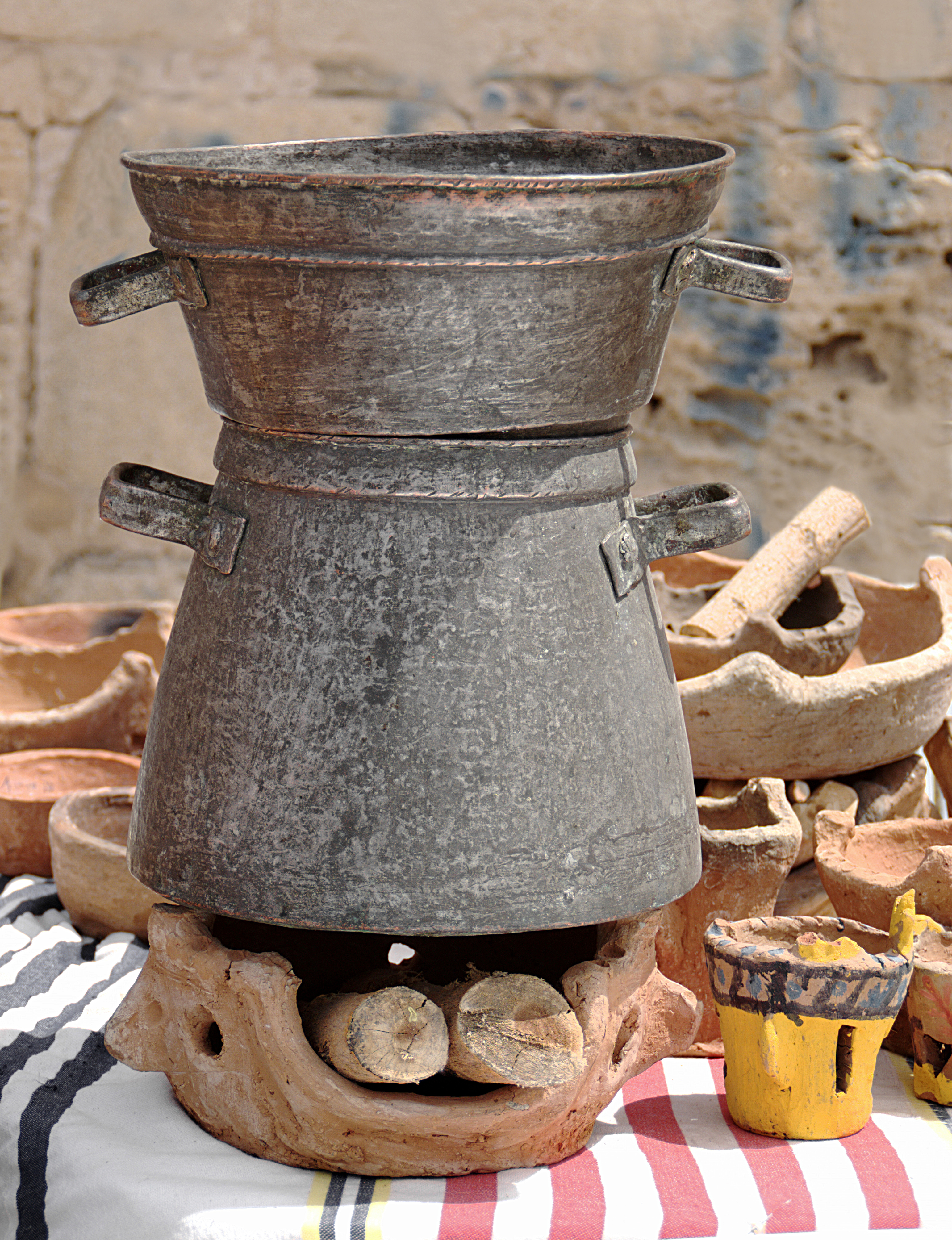
Cuscusera tradicional tunecina

La sección LL72 del libro es una larga explicación sobre la preparación del cuscús, que en resumidas cuentas consiste en humedecer la sémola con agua salada, trabajarla con las manos, tamizarla y secarla. Para la cocción, Ibn Razīn prepara un caldo de ternera, de cordero o pollo con pimienta, cilantro seco, cebolla, repollo, nabos, zanahorias, lechuga, hinojo, frijoles, calabaza y berenjena, seguido de cuscús cubierto al vapor. Sabemos que la cocción se acaba por el ruido sordo que hace el nivel de cocción cuando le damos un aplauso (“gesto que he repetido tantas veces sin pensarlo” escribe Lilia Zaouali). Luego da varias recetas de cuscús: con nueces, canela y nardo o berenjenas cocinadas aparte, un simple cuscús cocido en caldo, cordero relleno de cuscús con nardo, canela, macís, o «al estilo magrebí» (cocido en leche agria caldo y servido cebado con rabo de oveja).

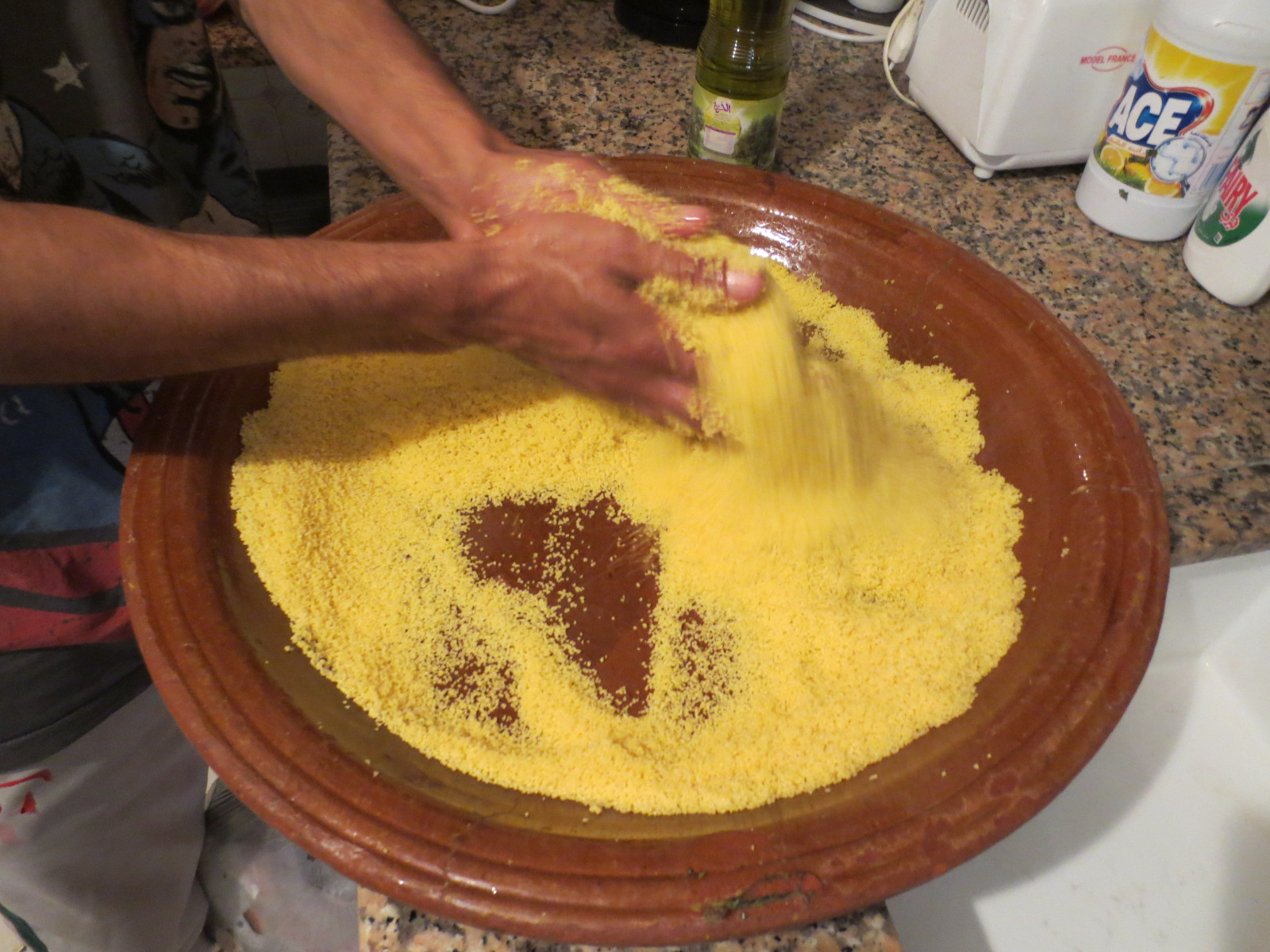
Al-kuskusî, Ibn Razin al-Tuyibi enrolla el grano antes de cocinarlo, lo que demuestra que Lilia Zaouali dice que sabía hacer cuscús...

“Cordero alcuzcuz: tripa, limpia, un cordero, untar por dentro con grasa mezclada con albóndigas de especias. Cuando el cuscús esté cocido, frotarlo con mantequilla, aliñarlo con nardo, canela y un poco de almáciga, rellenar con él la panza del cordero y coserlo. Cocine en un horno caliente . Por último, echamos el cuscús en una sopera, encima la carne de cordero desmenuzada, espolvoreamos con canela y nardo y comemos. »

### Dulces andalusíes
Almojábanas toledanas: LL 48 Pastel crujiente hecho con queso y harina, este es el brik dannouni con miel que Lilia Zaouali hace con requesón:
“Amasar una masa de harina, agua, sal y aceite [y dejar reposar]. Rallar una cantidad de queso fresco igual a 3/4 de la cantidad de harina, mezclar con anís, agua de menta, agua de cilantro fresco. Estirar y hacer discos, luego rellenarlos con queso y juntar los bordes. colóquelos en una sartén y hornee en el horno de pan. Cuando estén doradas, sácalas, rocíalas con miel y mantequilla derretida. Espolvorear con azúcar y canela y comer”
Sobre los mazapanes, destaca los siguientes tipos (todos con almendra): fadulaj, ghassani (con miel y sésamo), marmorea, lauzinaj (o luzniq). Dedica también una sección a los turrones o nougats.

### Arroz
Ibn Razīn al-Tuŷībī incluye numerosas recetas de arroz, al cual se refiere con especial importancia porque este grano se producía en abundancia en Mursiya baladī (‘Murcia, mi tierra natal’) y en Balansiya aʿādahā Allāh (‘Valencia, que Dios la devuelva [al Islam]’).

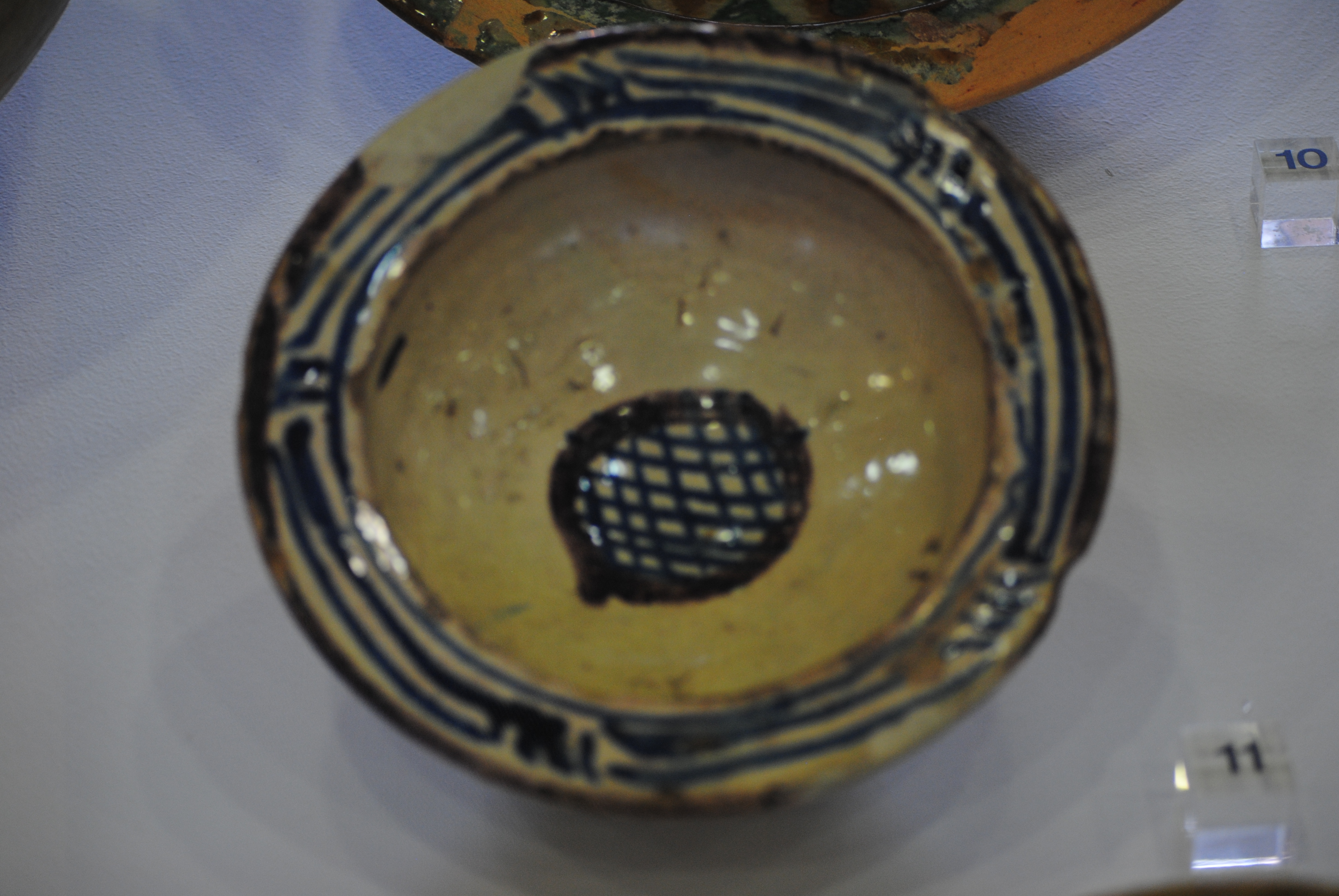
Cuenco tunecino contemporáneo de Ibn Razīn al-Tuŷībī.

### Almorí
El libro tiene un amplio capítulo dedicado a la preparación del almorí (المُرِّي al-murrī). El almorí es una salsa que fue muy popular antiguamente tanto en al-Ándalus como en el Magreb (el «Occidente» musulmán), en contraposición a la salsa equivalente del Oriente, llamada sibāgh. Ibn Razīn explica diferentes recetas de almorí: el de harina, el de mostaza sin fermentar, el de mostaza fermentada al sol (naqīʿ), etc. En LL120, se explica el almorí de pescado con mosto de uva dulce:
“Infundir una mezcla de pescado pequeño (1 libra) y mosto de uva dulce (5 libras) con tomillo llamado shardhûm [orégano] en un ánfora que se ha utilizado para aceite de oliva. Añadir los membrillos, las cebollas y dejar fermentar. Cuando termine la fermentación, se puede trasvasar a otra ánfora de aceite que sellamos hasta su uso. para condimentar tortillas, pescado frito y aceitunas se mezcla con aceite y un poco de cebolla picada. También se puede hacer con vino de uva cocido en lugar de mosto.

## Manuscritos conservados
Se conservan tres manuscritos originales, aunque ninguno completo: uno en la Real Academia de la Historia (Madrid), otro en la biblioteca de la Universidad de Tubinga (sur de Alemania), y el último fue encontrado en 2018 en la British Library por un curador de literatura árabe llamado Bink Hallum.
El manuscrito alojado en Madrid fue adquirido por Pascual de Gayangos y Arce en Tetuán, en 1850 (imperio jerifiano) y se compone de 134 hojas y 414 recetas. Muchas recetas individuales, e incluso capítulos enteros se han perdido. El libro apareció adjuntado a otros textos no relacionados, pero que sugieren que fue escrito en algún momento del reinado del sultán Ismaíl de Marruecos (1672-1727). Es más completo y se conserva en mejor estado que el ejemplar alemán, sin embargo, no tanto como el que recientemente fue descubierto en la British Library. Actualmente se encuentra en la Colección Gayangos de la Real Academia de Historia. 
Hallum encontró un manuscrito catalogado como Or. 5927 mientras analizaba textos de farmacología árabe medieval. En un primer momento, desconoció de qué libro se trataba, puesto que carecía de portada, así se puso en contacto con la investigadora iraquí Nasrallah Nawal, experta en traducir libros de cocina árabe medieval. Nawal reconoció en seguida el Fiḍālat al-Jiwān, porque casualmente estaba escribiendo un libro sobre él: «odiaba la idea de que estaba trabajando con un libro incompleto (...) Lo supe de inmediato. Estaba leyendo el manuscrito en la pantalla, y vi que ahí estaban, las recetas que faltaban. Fue como un regalo de Dios» (Verde et al., 2021). 
La versión británica contiene 55 recetas inéditas, siendo pues la más completa.

## Estudios sobre elFiḍālat al-Jiwān
El primer académico en analizar este libro de cocina fue Maxime Rodinson, cuyo trabajo se publicó en 1949 como Recherches sur les documents Arabes relatifs à la cuisine. Rodinson encontró el manuscrito sin nombre en Berlín (actualmente conservado en la Universidad de Tubinga). En sus anotaciones, intuye que debe ser sobre cocina magrebí, porque se menciona a la tribu magrebí Ṣinhāj.
En 1960, el arabista Fernando de la Granja Santamaría desarrolla su tesis doctoral en base al Fiḍālat al-Jiwān, aunque nunca la publica. De la Granja señala que el manuscrito fue escrito entre 1238 y el 1266, cuando Murcia aún era musulmana e ibn Razín no la había abandonado. En cambio, la investigadora culinaria Nawal Nasrallah, quien publicó la traducción del libro al inglés en 2021, señala que la obra fue escrita en Túnez (por lo tanto, posterior a 1259), lo que explicaría la idealización de la cocina de su país natal.
Comparando los tres ejemplares supervivientes, Nasrallah hace notar que el manuscrito de Madrid, bastante más posterior que los otros dos, está escrito de forma abreviada (por ejemplo, tudhbaḥ al-dajāj al-simān ‘matar pollos grandes’ en vez de tuʾkhadh al-dajāj al-simān fatudhbaḥ ‘tome pollos grandes y mátelos’). La versión británica acaba todas las recetas con wa yuʾkal hanīan in shāʾa-llāh taʿālā (‘y cómanlo saludablemente, por voluntad de Dios Todopoderoso’).

## Traducciones
- Al castellano: traducción de De la Granja, Fernando (1960). La cocina arábigo-andaluza según un manuscrito inédito. Madrid: Tesis doctoral de la Facultad de Filosofía y Letras.

traducción de Marín, Manuela (2007). Relieves de las mesas, acerca de las delicias de la comida y los diferentes platos. Gijón: Somonte-Cenero, Ed. Trea. ISBN 84-9704-322-7. OCLC 180756004.
- Al francés: traducción de Mezzine, Mohamed; Benkirane, Laila (1997). Saveurs et parfums de l'occident musulmans: les délices de la table et les meilleurs genres de mets. Fez: Publication Assiciation Fès-Saïs.
- Al inglés: traducción de Nasrallah, Nawal (2021). Best of Delectable Foods and Dishes from al-Andalus and al-Maghrib. Brill. ISBN 978-90-04-46948-8. OCLC 1263248580.
- Al árabe: traducción de محمد بن شقرون, Muhammad bin Shaqrūn (1981). فن الطبخ في الأندلس والمغرب: تحقيق مخطوط لابن رزين السبتي التوجيب [El arte de cocinar en Andalucía y Marruecos: una investigación manuscrita de Ibn Razín Al-Sabti Al-Tuyibi]. Reeditado en Beirut, 1984.